# Formica nortonii
Formica nortonii är en myrart som beskrevs av Buckley 1866. Formica nortonii ingår i släktet Formica och familjen myror. Inga underarter finns listade i Catalogue of Life.